# 袁曙宏
袁曙宏（1958年7月—），男，汉族，安徽舒城人，中华人民共和国政治人物，中共第十九届中央委员。

## 经历

### 早年
1958年7月出生于安徽省舒城县。1977年考入安徽大学中文系，1990年考入北京大学法律学系，师从罗豪才教授和肖蔚云教授，获法学博士学位。

### 政治生涯
2003年8月至2009年4月任国家行政学院党委委员、副院长。
2009年4月至2017年2月任国务院法制办公室党组成员、副主任。2017年2月至2018年3月任国务院法制办公室党组书记、副主任。
2018年3月，任中华人民共和国司法部党组书记、副部长。2021年8月因健康原因卸任司法部党组书记、副部长。同年9月，增补为第十三届全国政协委员、全国政协教科卫体委员会副主任。
兼任中国法学会副会长。